# Lamaní (ort)
Lamaní är en ort i Honduras.   Den ligger i departementet Departamento de Comayagua, i den sydvästra delen av landet, 50 km väster om huvudstaden Tegucigalpa. Lamaní ligger 717 meter över havet och antalet invånare är 1 791.
Terrängen runt Lamaní är varierad. Runt Lamaní är det glesbefolkat, med 16 invånare per kvadratkilometer. Närmaste större samhälle är La Paz, 14,9 km nordväst om Lamaní. 